# Ju Dou
Ju Dou (chino: 菊 豆, pinyin: Jú Dòu),también conocida en español como Ju Dou, amor secreto o Semilla de crisantemo, es una película china de 1990 dirigida por Zhang Yimou y Yang Fengliang (aunque casi universalmente se considera un producto de la visión de Zhang como director) y protagonizada por Gong Li como la personaje principal . Es notable por haber sido filmado en Technicolor mucho después de que el proceso hubiese sido abandonado en los Estados Unidos. También fue la primera película china en ser nominada para un Premio de la Academia a la Mejor Película en Lengua Extranjera, en 1990.
La película es una tragedia, centrándose en el personaje de Ju Dou, una hermosa joven que es vendida como esposa a Jinshan, un viejo teñidor de telas.
La película fue prohibida por unos años en China, pero la prohibición ha sido levantada desde entonces. El gobierno chino dio permiso para su visualización en julio de 1992.

## Trama
Ju Dou tiene lugar a principios del siglo XX en la China rural. La historia comienza cuando Yang Tianqing (Li Baotian) regresa de una caminata para vender seda para su tío adoptivo, Yang Jinshan (Li Wei). Jinshan, cuyo oficio es teñir telas, es conocido por su crueldad. Tianqing descubre que Jinshan acaba de comprar una nueva esposa, después de haber golpeado a dos esposas anteriores después de que no pudieran tener un hijo, la cruel ironía de que Jinshan es, de hecho, impotente.
Al conocer a la nueva esposa, Ju Dou (Gong Li), Tianqing se enamora de inmediato de ella. Por la noche, Jinshan tortura a Ju Dou. Finalmente, Tianqing descubre el área de baño de Ju Dou y la espía. Él no sabe que Ju Dou sabe que él está allí. Aunque Tianqing la mira inicialmente sin empatía, al exponer sus moretones a él y sollozar, Ju Dou transforma el significado de su mirada, forzándolo a verla no solo como un objeto sexual, sino también como un ser humano.
Pronto, los dos ya no pueden controlar sus pasiones y mantienen relaciones sexuales. Cuando Ju Dou descubre que está embarazada, ella y Tianqing fingen que el niño es de Jinshan. Jinshan sufre un ataque que lo deja paralizado de la cintura para abajo. Confinado a una silla de ruedas, descubre sin embargo la aventura de Ju Dou y Tianqing e intenta matar al niño. Jinshan es atado por Tianqing y alzado en un gran barril, dejándolo colgando sin poder hacer nada. Sabiendo que la sociedad nunca aceptaría sus infidelidades, Ju Dou va a un convento para comprar anticonceptivos.
Mientras tanto, Tianbai se ha convertido en un niño hosco (Yi Zhang), pero cuando llama a Jinshan "Padre", Jinshan acepta al niño como su hijo. Un día Jinshan cae en la tina de pintura usada para las telas y se ahoga mientras juega con su hijo; se lleva a cabo un funeral por él.

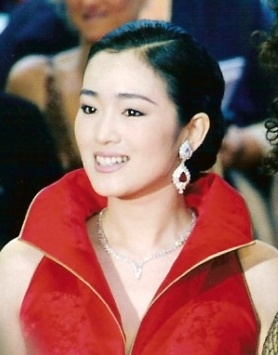
Gong Li, protagonista de la película.

Diez años después. Ju Dou y Tianqing todavía dirigen la operación de teñido, pero Tianbai (ahora interpretado por Zheng Ji'an) ahora es un adolescente lleno de ira. Los rumores sobre las infidelidades de sus padres lo llevan a casi matar a un chismoso local. Al descubrir a sus padres descansando en una bodega subterránea después de uno de sus encuentros, Tianbai los arrastra y ahoga a Tianqing. La película termina con Ju Dou desconsolada quemando el molino.

## Elenco
- Gong Li, como Ju Dou (S: 菊豆, T: 菊荳, P: Jú Dòu);
- Li Baotian, como Yang Tianqing (S: 杨天青, T: 楊天青, P: Yáng Tiānqīng)
- Li Wei, como Yang Jinshan (S: 杨金山, T: 楊金山, P: Yáng Jīnshān)
- Yi Zhang, como Yang Tianbai (S: 杨天白, T: 楊天白, P: Yáng Tiānbái)
- Zheng Ji'an, como Tianbai de pequeño.